# 青贮饲料

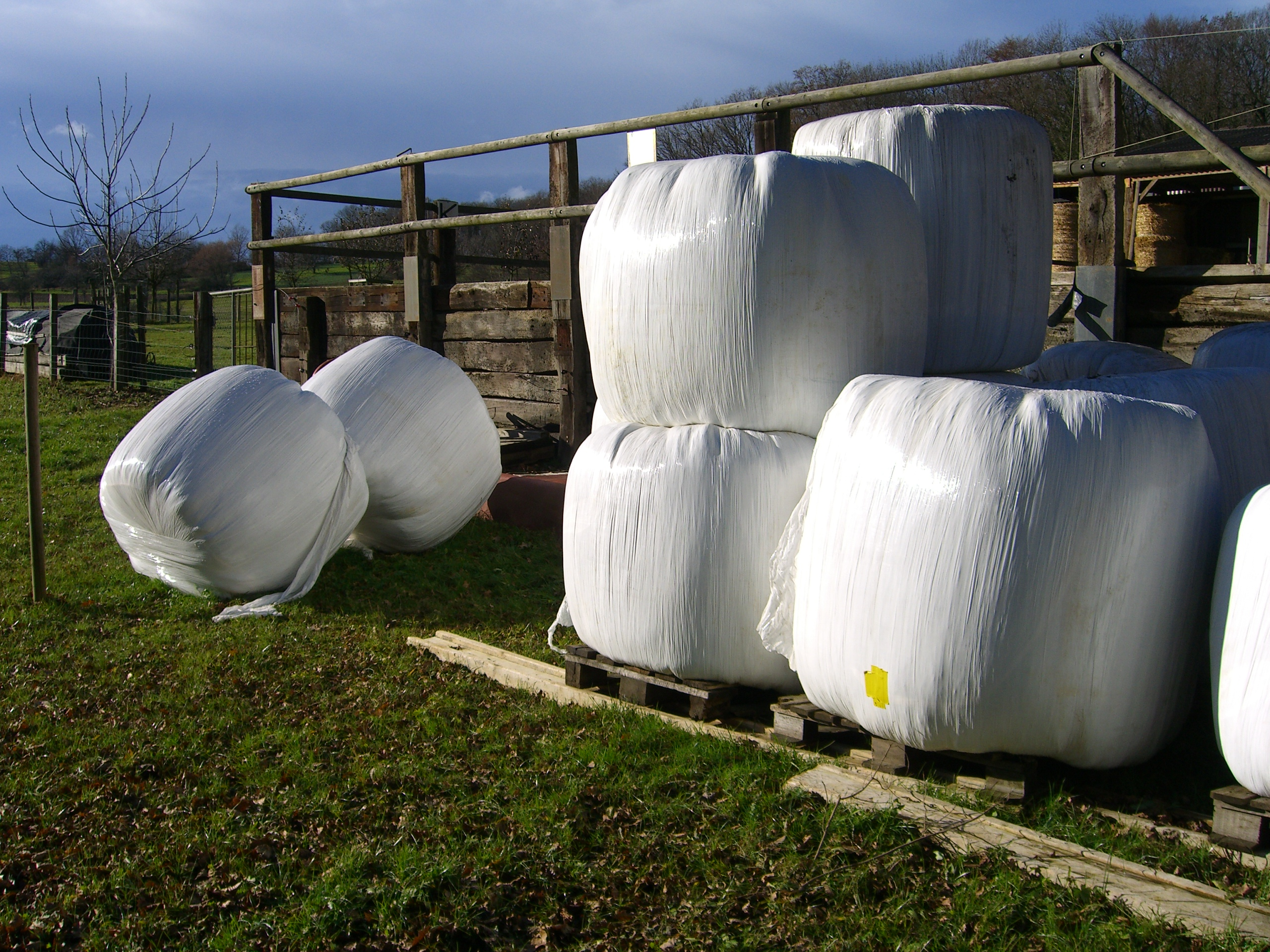
用塑料袋储存的青贮饲料

青贮饲料是一类饲料，多由青绿作物或副产物经过密封、发酵后而成，主要用于喂养反刍动物。青贮饲料比新鲜饲料耐储存，营养成分强于干饲料。另外，青贮饲料储存占地少，没有火灾问题。

## 原理
青贮饲料经过压实密封，内部缺乏氧气。乳酸菌发酵分解糖类后，产生的二氧化碳进一步排除空气，分泌的乳酸使得饲料呈弱酸性（pH值3.5-4.2）能有效地抑制其他微生物生长。最后，乳酸菌也被自身产生的乳酸抑制，发酵过程停止，饲料进入稳定储藏。但此时原料中的糖分等营养成分损失还不大。

## 制作
青贮饲料采用新鲜收割，含一定量糖分的农作物产品（饲用玉米）、副产品（玉米秸、麦秸、地瓜秧），以及牧草（苜蓿）等为原料。原料切成2-4厘米的长度，含水分多质地软者可略长，含水分少质地硬者略短。可以将各种原料混合调配，以含水率55-70%为宜。调配好的原料紧密填充到青贮窖/青贮壕，专用塑料袋或永久性的青贮塔中并密封。成熟的青贮饲料颜色青绿到暗绿，质地柔软湿润，可保存一年左右。
一般青贮借助原料表面天然的乳酸菌发酵。但有的时候也使用人工添加剂调节，如乳酸菌、淀粉酶等强化发酵，甲醛、食盐来抑制发酵。

## 使用
青贮饲料含较多的有机酸，有轻泻作用，开始要让家畜逐渐习惯口味。每次取用后不用刻意密封，因为此时做不到压实，用塑料布等密封反而形成湿热环境，二次发酵更加严重。

## 安全
青贮筒倉具有潛在危險：在填充和維護筒倉的過程中可能會發生死亡事件，因此需要採取多項安全預防措施。有被機械傷害或跌倒的風險。當筒倉裝滿時，空氣中的細小灰塵顆粒會因其聚集表面積較大而爆炸。此外，發酵也會帶來呼吸危害。青貯過程在發酵過程的早期階段會產生「筒倉氣體」。青貯飼料氣體中含有一氧化氮（NO），它會與空氣中的氧氣（O2）發生反應，生成有毒的二氧化氮（NO2）。筒倉內缺氧會導致窒息。當空氣接觸到已固化的青貯飼料時，黴菌就會生長，引發有機粉塵毒性症候群。大型糧倉的青貯飼料倒塌曾造成人員死亡。
青貯飼料本身並不構成特別的危險，但是，隨著動物食品產業監管立法的完善，青貯飼料衛生品質的提高，減少了與食物有關的人類疾病問題。以含有梭菌孢子的青貯飼料餵養的乳牛所產的牛奶可能會對硬乳酪生產造成風險。必須特別關注因青貯飼料生產過程中衛生條件不佳而產生的李斯特菌、黴菌毒素、梭菌和大腸桿菌等人畜共患病原體，這些細菌最終可能進入乳製品。

## 争议
2022年5月，中国大陆有小麦主产区将未成熟小麦收割用于牛羊饲料的消息引发舆论关注和讨论。中华人民共和国农业农村部下發通知，要求坚决杜绝青贮小麦、毁麦开工、毁麦种树等毁麦问题发生，同时期各地亦有下發禁令，禁止销售青贮小麦。有农业专家表示，青贮玉米比小麦更适合作为饲料，青贮小麦只是部分企业的权宜之计，而管理问题下无法收获的小麦或可作为青贮饲料。2024年4月，此类消息再度在网络上流传，农业农村部回应均为往年陈旧或不实信息，近年也仅有少数养殖场有小麦青贮。